# Гошут
Гошут (англ. Goshute Reservation) — индейская резервация, расположенная в восточной части штата Невада и на западе Юты, США.

## История
Резервация была создана 20 мая 1912 года указом президента США Уильяма Говарда Тафта для племёни гошутов. Это одна из двух резерваций гошутов, другая — Скалл-Валли.
Местная экономика сосредоточена на сельском хозяйстве, некоторые жители разводят крупный рогатый скот и выращивают сено.

## География
Резервация расположена на территории пустыни Большого Бассейна на западе США, на границе двух штатов — Юты и Невады. Западная часть находится в округе Уайт-Пайн, Невада; а восточная — в округах Джуаб и Туэле, Юта, примерно в 95,5 км к юго-востоку от города Уэндовера.
Первоначальная площадь резервации была 453,6 км², ныне она составляет 486,462 км², из них 486,449 км² приходится на сушу и 0,013 км² — на воду.  Штаб-квартира племени находится в сообществе Айбапа.

## Демография
По данным федеральной переписи населения 2010 года, в резервации проживало 143 человека. Согласно федеральной переписи населения 2020 года в резервации проживало 116 человек, насчитывалось 51 домашнее хозяйство и 63 жилых дома. Средний возраст, проживающих в Гошуте, составлял 38,4 года. Около 34,2 % всего населения находились за чертой бедности, в том числе 34,4 % тех, кому ещё не исполнилось 18 лет, и 61,9 % старше 65 лет.
Расовый состав распределился следующим образом: белые — 13 чел., афроамериканцы — 0 чел., коренные американцы (индейцы США) — 89 чел., азиаты — 2 чел., океанийцы — 0 чел., представители других рас — 2 чел., представители двух или более рас — 10 человек; испаноязычные или латиноамериканцы любой расы составили 9 человек. Плотность населения составляла 0,24 чел./км².

## Комментарии
1. ↑  Сам населённый пункт не входит в состав резервации, а является лишь штаб-квартирой племени.
2. ↑  По другим данным, резервация была основана в 1863 году[3].